# Saison 5 de Dead Zone
Chronologie
Saison 4 Saison 6
Cet article présente le guide de la cinquième saison du feuilleton télévisé Dead Zone.

## Diffusion
Aux États-Unis, elle a été diffusée entre le 18 juin 2006 et le 27 août 2006 sur USA Network.
En France, la saison a débuté le 17 février 2007 sur M6 et s'est achevée le 17 mars 2007 avec deux épisodes inédits chaque semaine suivi d'une rediffusion des épisodes de la saison 4.

## Épisodes

### Épisode 1:Janus
- États-Unis : 18 juin 2006[1]
- France : 17 février 2007 sur M6

### Épisode 2:L'Accident
- États-Unis : 25 juin 2006
- France : 17 février 2007 sur M6

### Épisode 3:Le Témoin
- États-Unis : 2 juillet 2006
- France : 24 février 2007 sur M6

### Épisode 4:Intolérance
- États-Unis : 9 juillet 2006
- France : 24 février 2007 sur M6

### Épisode 5:La Foi
- États-Unis : 16 juillet 2006
- France : 3 mars 2007 sur M6

### Épisode 6:Le Flambeur
- États-Unis : 23 juillet 2006
- France : 3 mars 2007 sur M6

### Épisode 7:Symétrie
- États-Unis : 30 juillet 2006
- France : 10 mars 2007 sur M6

### Épisode 8:Armageddon
- États-Unis : 6 août 2006
- France : 10 mars 2007 sur M6

### Épisode 9:Révélations
- États-Unis : 13 août 2006
- France : 26 janvier 2008 sur M6

### Épisode 10:L'Enlèvement
- États-Unis : 20 août 2006
- France : 17 mars 2007 sur M6

### Épisode 11:La Conspiration
- États-Unis : 27 août 2006
- France : 17 mars 2007 sur M6